# Comuna Lozuvatka, Peatîhatkî
Lozuvatka (în ucraineană Лозуватка) este o comună în raionul Peatîhatkî, regiunea Dnipropetrovsk, Ucraina, formată din satele Baikivka, Cervonîi Iar, Ivanivka, Lîkoșîne, Lozuvatka (reședința), Novoukraiinka și Terno-Lozuvatka.

## Demografie
Componența lingvistică a satului Lozuvatka
     Ucraineană (95,36%)
     Rusă (2,9%)
     Maghiară (1,21%)
     Alte limbi (0,27%)
Conform recensământului din 2001, majoritatea populației satului Lozuvatka era vorbitoare de ucraineană (95,36%), existând în minoritate și vorbitori de rusă (2,9%) și maghiară (1,21%).